# Groma

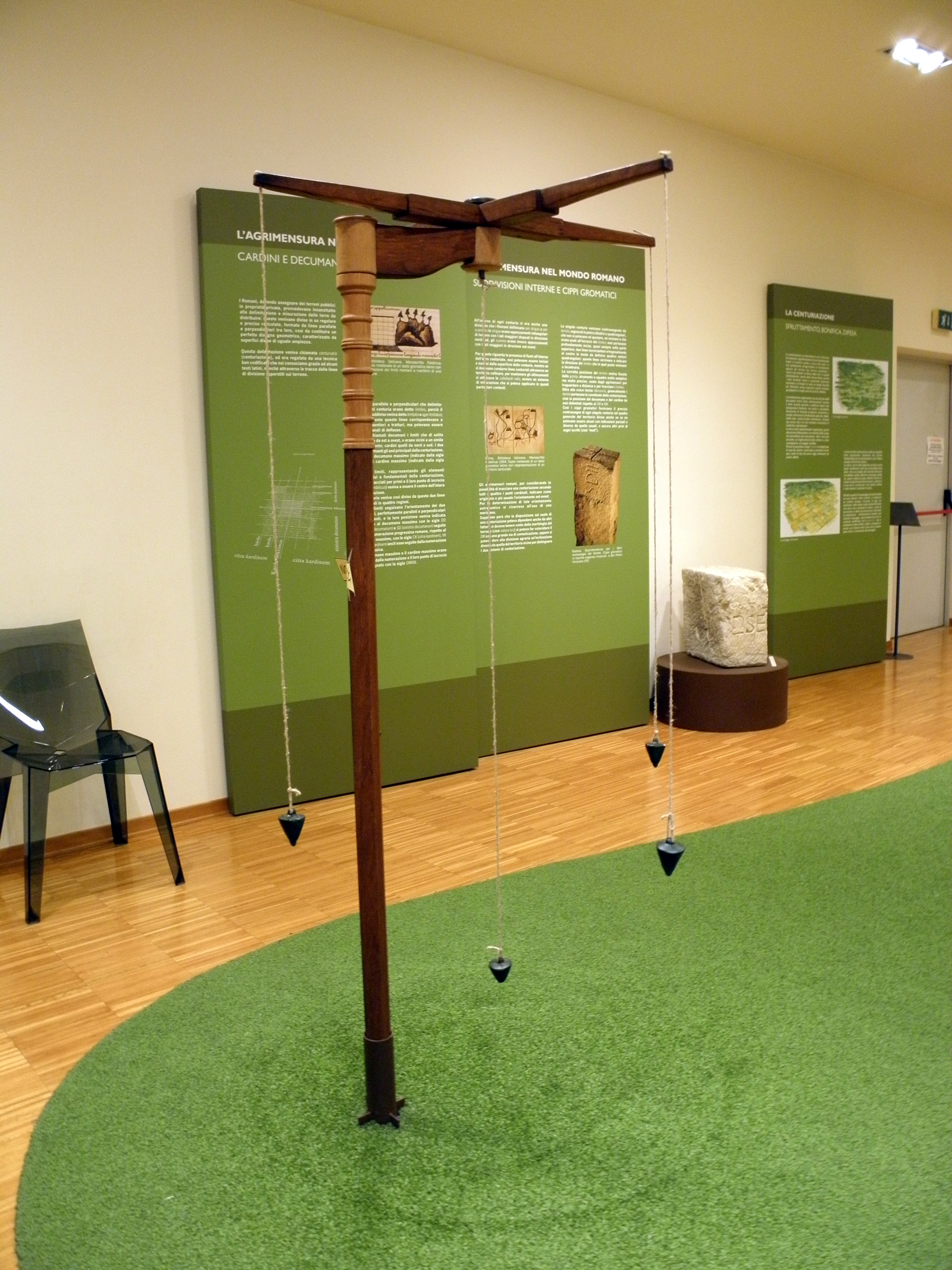
Groma

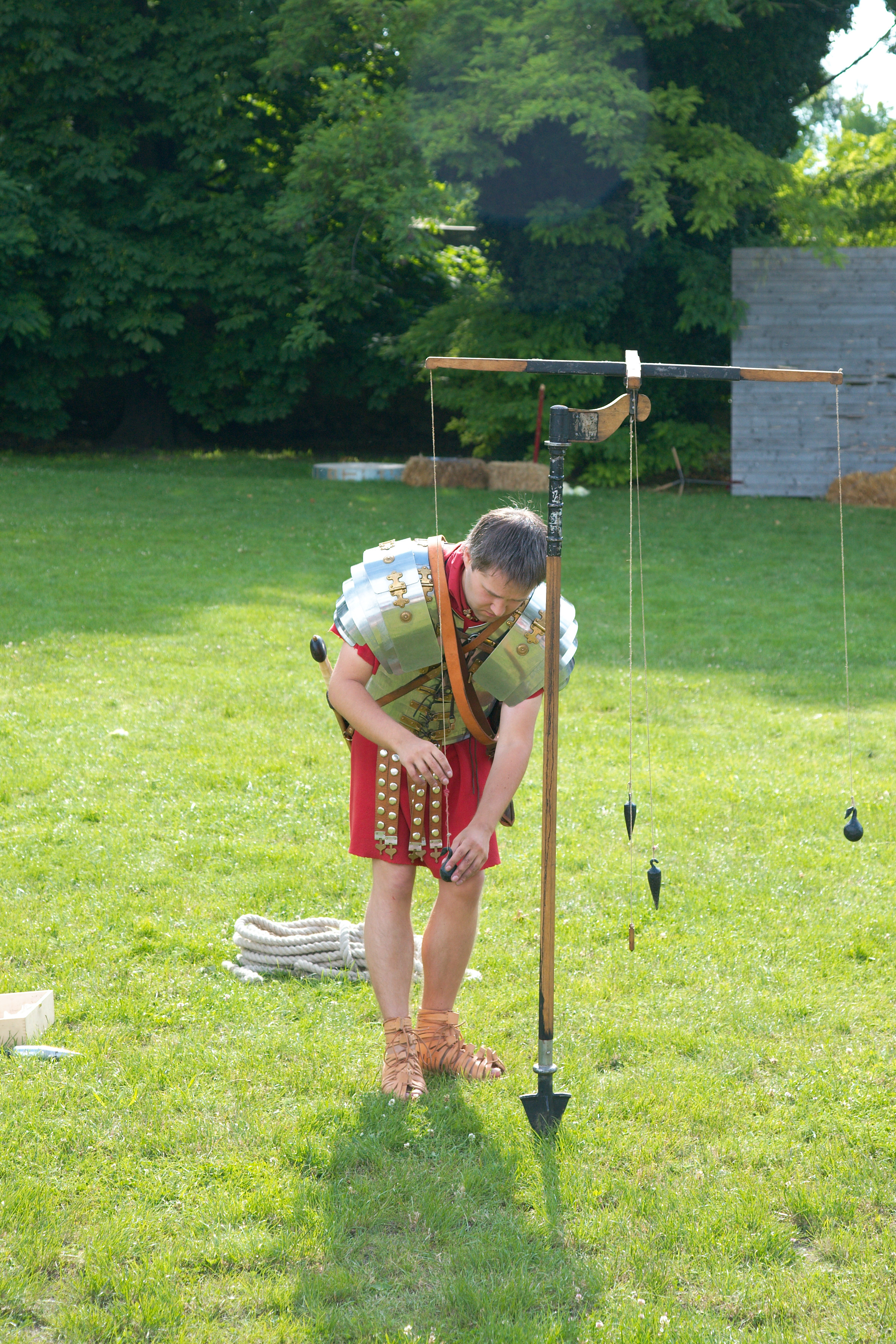
Réplica de uma groma

O groma ou gruma era um instrumento de levantamento romano. Compreendia um bastão vertical e duas travessas horizontais, em cruz de ângulo reto, montada com, rotação livre, num braço do bastão vertical. Os braços em cruz podiam assim girar num plano horizontal. Cada ponta da cruz tinha na sua extremidade um fio de prumo pendurado verticalmente. Era usado para traçar linhas retas e principalmente ângulos retos no terreno, daí quadrados ou retângulos. Eram instalados, se possível, num ponto elevado e apontados na direção em que seriam usados. O ajudante daria 100 passos para trás e colocaria um poste no alinhamento dos dois fios, dum lado e depois do outro para obter uma reta, conforme as instruções do agrimensor. Para obter um ângulo reto a operação era repetida com os fios do outro braço sem mexer no aparelho.
O mesmo nome era dado o centro de qualquer novo acampamento militar, ou nova cidade de onde os gromáticos (agrimensores) com o instrumento groma começavam a marcar a malha viária ortogonal começando por traçar o cardo e o decúmano, com um ângulo de 90º entre as duas vias.[carece de fontes?]
O instrumento de levantamento groma pode ter origens na Mesopotâmia ou na Grécia antes do século IV aC. Posteriormente, foi trazido para Roma pelos etruscos e chamado de Cranema ou Ferramentum. 